# 알로이스 루츠
알로이스 루츠(독일어: Alois Lutz, 1898 ~ 1918)는 오스트리아의 피겨 스케이팅 선수이다. 러츠 점프를 고안한 사람으로, 1913년 대회에서 처음으로 착지하였다.

## 참조
- 브리태니커